# Gilberte Zouein
Gilberte Zouein est une femme politique libanaise.
Diplômée en histoire et en sciences politiques de l'Université Saint-Joseph de Beyrouth, elle est descendante d'une famille réputée, notamment pour avoir contribué à l'indépendance du Liban en 1943. Originaire de Ghazir, elle est la fille de Maurice Zouein, ancien ministre et député maronite du Kesrouan entre 1953 et 1985, et petite-fille de Georges Zouein, représentant de la région dès les années 1920.
À la suite de son implication dans de nombreuses initiatives humanitaires et au sein de la société civile, elle se présente deux fois sans succès aux élections législatives de 1996 et 2000, sur la liste de l'ancien ministre Fares Boueiz.
En 2005, elle accède au Parlement, élue sur la liste du Courant patriotique libre du Général Michel Aoun.
Elle est membre du Bloc de la réforme et du changement et présidente de la commission parlementaire de la Femme et de l'Enfant, travaillant sur le renforcement du rôle de la femme à tous les niveaux. Elle milite actuellement pour permettre à la femme libanaise de transmettre sa nationalité à ses enfants, proposant un projet de loi dans ce sens.
Le 7 juin 2009, elle est réélue député maronite du Kesrouan, sur la liste du Changement et de la Réforme, présidée par le général Michel Aoun.

## Sources
- (fr + nl) CPL en Belgique : Mouvement pour le Liban